# Mike Dunleavy, Jr.
Michael Joseph Dunleavy, Jr. (Fort Worth, 15 de setembro de 1980) é um ex jogador profissional de basquetebol norte-americano que atuou na NBA. Atualmente é gerente geral do Golden State Warriors.
Após encerrar sua carreira como atleta profissional, em 24 de setembro de 2018, Dunleavy foi contratado pelo Golden State Warriors como olheiro profissional.  Em 29 de agosto de 2019, Dunleavy foi promovido a gerente geral assistente dos Warriors.  Em 30 de setembro de 2021, Mike foi promovido a vice-presidente de operações de basquete.  Ele ganhou seu primeiro campeonato da NBA como executivo depois que os Warriors derrotaram o Boston Celtics em seis jogos nas finais da NBA de 2022. Em 16 de junho de 2023, Dunleavy foi promovido a gerente geral dos Warriors após a subsequente saída de Bob Myers do cargo.  
Mike é filho do ex-jogador e ex-treinador da NBA, Mike Dunleavy, Sr..

## Estatísticas na NBA

### Temporada Regular
| Ano      | Equipe    | PJ  | PT  | MPJ  | AP   | 3P   | LL   | RT  | AS  | BR  | TO  | PPJ  |
| -------- | --------- | --- | --- | ---- | ---- | ---- | ---- | --- | --- | --- | --- | ---- |
| 2002-03  | Warriors  | 82  | 3   | 15.9 | .403 | .347 | .780 | 2.6 | 1.3 | 0.6 | 0.2 | 5.7  |
| 2003-04  | Warriors  | 75  | 69  | 31.1 | .449 | .370 | .741 | 5.9 | 2.9 | 0.9 | 0.2 | 11.7 |
| 2004-05  | Warriors  | 79  | 79  | 32.5 | .451 | .388 | .779 | 5.5 | 2.6 | 1.0 | 0.3 | 13.4 |
| 2005-06  | Warriors  | 81  | 68  | 31.8 | .406 | .285 | .778 | 4.9 | 2.9 | 0.7 | 0.4 | 11.5 |
| 2006-07  | Warriors  | 39  | 6   | 26.9 | .449 | .346 | .772 | 4.8 | 3.0 | 1.0 | 0.3 | 11.4 |
| 2006-07  | Indiana   | 43  | 43  | 35.6 | .454 | .283 | .792 | 5.7 | 2.6 | 1.1 | 0.2 | 14.0 |
| 2007-08  | Indiana   | 82  | 82  | 36.0 | .476 | .424 | .834 | 5.2 | 3.5 | 1.0 | 0.4 | 19.1 |
| 2008-09  | Indiana   | 18  | 14  | 27.5 | .401 | .356 | .815 | 3.8 | 2.4 | 0.7 | 0.5 | 15.1 |
| 2009-10  | Indiana   | 67  | 15  | 22.2 | .410 | .318 | .842 | 3.5 | 1.5 | 0.6 | 0.2 | 9.9  |
| 2010-11  | Indiana   | 61  | 44  | 27.6 | .462 | .402 | .800 | 4.5 | 1.7 | 0.7 | 0.5 | 11.2 |
| 2011-12  | Milwaukee | 55  | 3   | 26.3 | .474 | .399 | .811 | 3.7 | 2.1 | 0.5 | 0.1 | 12.3 |
| 2012-13  | Milwaukee | 75  | 3   | 25.9 | .442 | .428 | .820 | 3.9 | 1.9 | 0.5 | 0.5 | 10.5 |
| 2013-14  | Chicago   | 82  | 61  | 31.5 | .430 | .380 | .854 | 4.2 | 2.3 | 0.8 | 0.6 | 11.3 |
| 2014-15  | Chicago   | 63  | 63  | 29.2 | .435 | .407 | .805 | 3.9 | 1.8 | 0.6 | 0.3 | 9.4  |
| 2015-16  | Chicago   | 31  | 30  | 22.7 | .410 | .394 | .784 | 2.7 | 1.3 | 0.5 | 0.3 | 7.2  |
| 2016-17  | Cleveland | 23  | 2   | 15.9 | .400 | .351 | .737 | 2.0 | 0.9 | 0.3 | 0.1 | 4.6  |
| 2016-17  | Atlanta   | 30  | 0   | 15.8 | .438 | .429 | .846 | 2.3 | 1.0 | 0.3 | 0.2 | 5.6  |
| Carreira | Carreira  | 986 | 585 | 27.7 | .441 | .377 | .803 | 4.3 | 2.2 | 0.7 | 0.3 | 11.2 |

### Playoffs
| Ano      | Equipe    | PJ | PT | MPJ  | AP   | 3P   | LL    | RT  | AS  | BR  | TO  | PPJ  |
| -------- | --------- | -- | -- | ---- | ---- | ---- | ----- | --- | --- | --- | --- | ---- |
| 2011     | Indiana   | 5  | 0  | 14.4 | .350 | .300 | .667  | 1.2 | 1.6 | 0.8 | 0.0 | 5.0  |
| 2013     | Milwaukee | 4  | 0  | 22.8 | .567 | .438 | .889  | 4.0 | 2.0 | 0.5 | 0.0 | 12.3 |
| 2014     | Chicago   | 5  | 5  | 32.6 | .472 | .462 | .667  | 3.6 | 2.4 | 0.6 | 0.2 | 13.2 |
| 2015     | Chicago   | 12 | 12 | 32.4 | .489 | .482 | .947  | 4.0 | 2.6 | 0.8 | 0.4 | 10.9 |
| 2017     | Atlanta   | 6  | 0  | 8.8  | .429 | .400 | 1.000 | .8  | .3  | .2  | .0  | 2.0  |
| Carreira | Carreira  | 32 | 17 | 24.0 | .480 | .451 | .840  | 2.9 | 1.9 | 0.6 | 0.2 | 8.8  |